# Hall of Fame Open 2024
Hall of Fame Open 2024 (cunoscut și ca Infosys Hall of Fame Open din motive de sponsorizare) a fost un turneu de tenis profesionist care s-a jucat pe terenuri cu zgură, în aer liber. A fost un turneu de nivel ATP 250 pe Circuitul ATP 2024. A fost cea de-a 48-a ediție a turneului și a avut loc la International Tennis Hall of Fame din Newport, Rhode Island, Statele Unite, în perioada 15–21 iulie.

## Campioni

### Simplu masculin
Pentru mai multe informații consultați Hall of Fame Open 2024 – Simplu

### Dublu masculin
Pentru mai multe informații consultați Hall of Fame Open 2024 – Dublu

## Puncte și premii în bani

### Distribuția punctelor
| Probă  | Câștigător | Finalist | Semifinalist | Sfertfinalist | Runda 2 | Runda 1 | Q   | Q2  | Q1  |
| Simplu | 250        | 150      | 90           | 45            | 20      | 0       | 12  | 6   | 0   |
| Dublu  | 250        | 150      | 90           | 45            | 0       | N/A     | N/A | N/A | N/A |

### Premii în bani
| Probă  | Câștigător | Finalist | Semifinalist | Sfertfinalist | Runda 2  | Runda 1 | Q2      | Q1      |
| Simplu | 100.635 $  | 58.700 $ | 34.510 $     | 19.995 $      | 11.610 $ | 7.095 $ | 3.550 $ | 1.935 $ |
| Dublu* | 34.960 $   | 18.710 $ | 10.970 $     | 6.130 $       | 3.610 $  | N/A     | N/A     | N/A     |

*per echipă